# Élodie Fontan

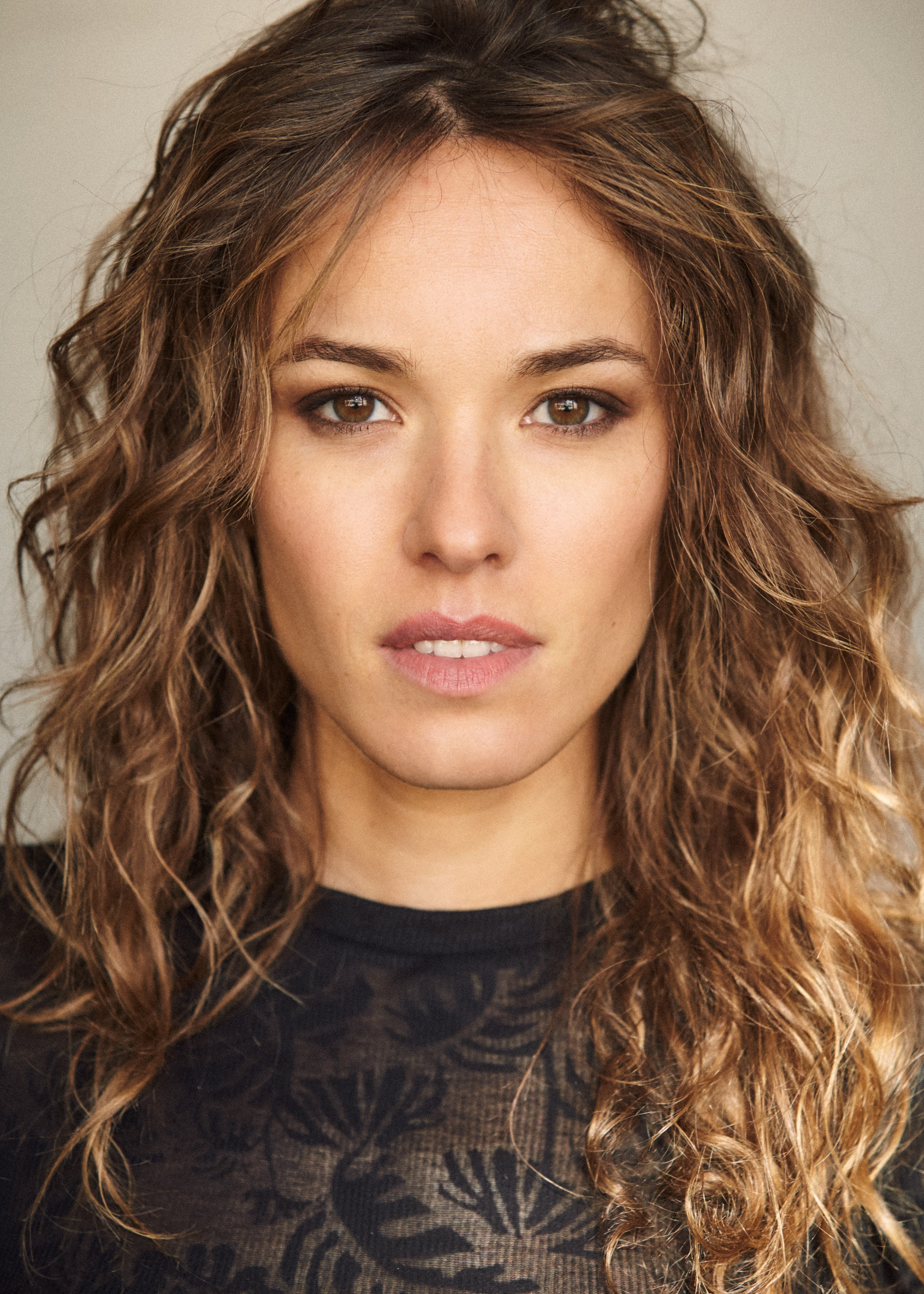
Élodie Fontan (2018)

Élodie Fontan (* 9. Juli 1987 in Bondy, Département Seine-Saint-Denis) ist eine französische Schauspielerin.

## Leben und Karriere
Élodie Fontan wurde 1987 im wenige Kilometer östlich von Paris gelegenen Bondy geboren. Bereits 1993 stand die damals Sechsjährige für einen Werbespot des Automobilherstellers Nissan vor der Kamera. 1996 spielte sie die Filmtochter Fanny mit Gérard Depardieu in Le plus beau métier du monde. Mit der Rolle der Strelina in 25 Folgen der Fernsehserie La croisière Foll'amour machte sie sich 1996 in Frankreich einen Namen. Im deutschsprachigen Raum wurde Élodie Fontan 2014 durch die Rolle der Laure Verneuil in der erfolgreichen Filmkomödie Monsieur Claude und seine Töchter mit Christian Clavier in der Titelrolle bekannt. Fontan ist Mitglied der Comedy-Truppe La Bande à Fifi.
Seit 2015 ist sie in einer Beziehung mit Philippe Lacheau, aus der ein Sohn stammt.

## Filmografie (Auswahl)
- 1996: Le plus beau métier du monde
- 1996–1998: La croisière Foll'amour (Fernsehserie)
- 2006: Sois le meilleur
- 2007: Marie Humbert, le secret d'une mère
- 2008: Pas de secrets entre nous (Fernsehserie)
- 2008: Marie et Madeleine
- 2008–2009: Seconde Chance (Fernsehserie)
- 2009: Femmes de loi (Fernsehserie)
- 2010: Joséphine, ange gardien (Fernsehserie)
- seit 2010: Clem (Fernsehserie)
- 2014: Monsieur Claude und seine Töchter (Qu'est-ce qu'on a fait au Bon Dieu?)
- 2015: Ab in den Dschungel (Babysitting 2)
- 2015: Un parfum de sang
- 2016: Starmen (TV-Miniserie)
- 2017: Alibi.com
- 2017: Die Pariserin: Auftrag Baskenland (Mission Pays Basque)
- 2018: Nicky Larson – City Hunter (Nicky Larson et le Parfum de Cupidon)
- 2019: Monsieur Claude 2 (Qu’est-ce qu’on a encore fait au Bon Dieu?)
- 2019: Prise au piège (Fernsehserie)
- 2020: Meurtres en Pays Cathare (Fernsehfilm)
- 2021: Monsieur Claude und sein großes Fest (Qu’est-ce qu’on a tous fait au Bon Dieu?)
- 2021: Superheld wider Willen (Super-héros malgré lui)
- 2023: Alibi.com 2
- 2023: 3 jours max
- 2024: Cat’s Eyes (TV-Miniserie)
- 2025: Anges & Cie